# Sasima truncata
Sasima truncata är en insektsart som först beskrevs av Brunner von Wattenwyl 1898.  Sasima truncata ingår i släktet Sasima och familjen vårtbitare. Inga underarter finns listade i Catalogue of Life.